# Вьюнок смолоносный
Вьюнок смолоносный (лат. Convolvulus scammonia) — вид многолетних травянистых растений рода Вьюнок (Convolvulus) семейства Вьюнковые (Convolvulaceae).

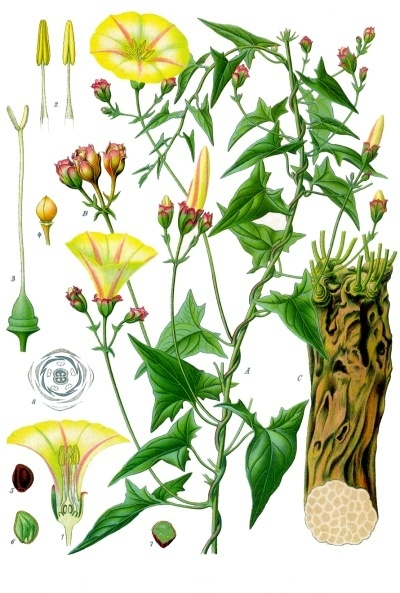

## Описание
Многолетнее травянистое вьющееся растение высотой до 75 см. Корни мясистые, до 1,5 м длиной и 8—15 см толщиной, содержат млечный сок. Стебли многочисленные, разветвлённые. Листья черешковые, треугольно-яйцевидные или ланцетные. Цветки обоеполые, пеннтамерные, белого или жёлтого цвета, расположены в пазухах листьев. Плод − коробочка.

## Ареал
Обитает на известняковых и каменистых почвах, пашнях. Встречается в Крыму, Европе, Западной Сирии, в Северном Иране.

## Химический состав
Млечный сок корней содержит гликозид скаммонин, обладающий слабительным эффектом и входящий в состав слабительных средств.

## Таксономия
Convolvulus scammonia L., Species Plantarum. I: 153. 1753.
Согласно данным Plants of the World Online известно два синонима: 
- Convolvulus elongatus Salisb., Prodr. Stirp. Chap. Allerton: 123. 1796.
- Calystegia scammonia Pritz., Icon. Bot. Index 2: 58. 1855.